# Мамедов, Гуммат Муса оглы
Гуммат Муса оглы Мамедов (азерб. Hümmət Musa oğlu Məmmədov; род. 25 мая 1928, Нухинский уезд) — советский азербайджанский строитель, Герой Социалистического Труда (1971).

## Биография
Родился 25 мая 1928 года в селе Чай-Каракоюнлу Нухинского уезда Азербайджанской ССР (ныне Шекинский район).
С 1942 года — колхозник. С 1950 года — проходчик, с 1952 года — бригадир проходчиков строительно-монтажного управления № 3 Бактоннельстроя.
С 1950 года Мамедов работал на строительстве Бакинского метрополитена. Гуммат Мамедов хорошо изучил свою отрасль трудовой деятельности, знал все секреты буровой машины, применял передовую практику на работе. Первые достижения молодого бригадира проявились уже в 1957 году, тогда бригада под руководством Гуммата Мамедова выполнила плановые задания два раза. В 1964 году бригада получила звание бригады коммунистического труда. Работу по бурению осложняли грунтовые воды, однако после изучения проблем с учеными, были созданы колодцы для удаления вод. План восьмой пятилетки бригада досрочно окончила первой во всем управлении, подав рапорт в апреле 1970 года. За период восьмой пятилетки Мамедов предложил ряд рационализаторских решений, применив их в силу, бригада сэкономила государству десятки тысяч рублей. 
Указом Президиума Верховного Совета СССР от 7 мая 1971 года за выдающиеся успехи, достигнутые в выполнении заданий пятилетнего плана по транспортному строительству Мамедову Гуммату Муса оглы присвоено звание Героя Социалистического Труда с вручением ордена Ленина и золотой медали «Серп и Молот».
С 1973 года пенсионер союзного значения, с 2004 года президентский пенсионер.
Активно участвовал в общественной жизни Азербайджана. Член КПСС с 1957 года. Делегат XXXI съезда КП Азербайджана.
Проживает в Наримановском районе города Баку.